# Рабош
Ра̀бош, наричан и чѐтула (на полски: Rabosz; на английски: tally/ tally stick; на френски: taille; на руски: бирка; от шведски: björk – „бреза“) е древен „разплащателен документ“ упоменаван още от Плиний, живял 23 – 79 г.
Ра̀бошът е гладка издялана пръчка или малка дъсчица, върху която се отбелязват последователно делничните и празничните дни през годината чрез врязване на чертички, кръстчета, пробиване на дупки или други знаци. Календарната година при рабоша най-често започва на 1 септември.
Използва се и за отбелязване на различни сметки при занаятчийски или животновъдни дейности. Състои се от две дървени части, като се отбелязват знаци, означаващи определен обем или количество на продукцията. Едната част остава у собственика, а другата при производителя, като по този начин се извършва контрол на продукцията. Рабошите се използват до началото на XX век, като след това постепенно изчезват. Закона за гражданското съдопроизводство в България от 1892 г. предвижда в чл. 394 и чл. 395 особени правила за рабошите като доказателствено средство. Това свидетелства за обстоятелството, че рабошите са се използвали активно и след Освобождението.
Бирка, от швед. björk (бреза), съвпада с името на града Бирка, крайния пункт по търговския път между Скандинавия и Арабския халифат.